# Corinna haemorrhoa
Corinna haemorrhoa là một loài nhện trong họ Corinnidae.
Loài này thuộc chi Corinna. Corinna haemorrhoa được Philip Bertkau miêu tả năm 1880.